# Ризон II
Ризон II (др.-евр. רצין מלך ארם-דמשק‬) — царь Арама, правивший в 740—733/732 годах до н. э. Упомянут в Библии как «Рецин, царь Сирийский» (4Цар. 15:37). Он был союзником израильского царя Факея и врагом иудеев, которые вступили в союз с ассирийцами (4Цар. 16:7).
Ризон II считается последним царем Арамейского Дамаска. В последнем году его правления ассирийское войско под предводительством царя Тиглатпаласара III сумело захватить Дамаск. Ассирийцы казнили Ризона II (4Цар. 16:9) и присоединили его владения к Ассирии. Бо́льшая часть арамейского населения была также переселена во внутренние районы Ассирии. Арам как самостоятельное государство больше не возрождался.